# Українці Далекого Сходу
Українці Далекого Сходу (рос. Украинцы на Дальнем Востоке) — одна з етнічних громад на території Далекого Сходу, яка сформувалася історично й зробила значний внесок в освоєння й розвиток краю. Українська громада також увійшла в історію активною політичною діяльністю на Далекому Сході після Жовтневого перевороту 1917 року.
Більшість сучасної української діаспори становлять нащадки перших переселенців на територію краю в кінці ХІХ — на початку ХХ століття, а також фахівці, які переїхали з УРСР під час промислового розвитку регіону.
За даними перепису населення 2010 року, чисельність українців в становить 154 954 осіб — це друга за чисельністю етнічна група Далекосхідного федерального округу.

## Історія

### Українська колонізація Далекого Сходу
Наприкінці XIX століття першими селянами, що поселилися в Примор'ї, стали вихідці з Чернігівської та Полтавської губерній. Напередодні 1917 року українські села оточували Владивосток, переписи показували в регіоні 83 % українського населення. У роки революції та Громадянської війни поруч з білими, червоними і різноманітними інтервентами тут виникли і українські частини-«курені».
У 1858-60 роках Російська імперія приєднала північний берег Амуру і Примор'я; ці землі були не заселені і залишалися такими першу чверть століття російського панування. Владивосток був невеликою базою флоту посеред безлюдних просторів. Тільки 13 і 20 квітня 1883 року сюди з Одеси прибули два перших пасажирських пароплава «Росія» і «Петербург», на борту яких знаходилося 1504 селян-переселенців з Чернігівської губернії. Вони на півдні Примор'я заснували перші дев'ять сіл.
Одеса довгий час була головною сполучною ланкою з російським Далеким Сходом. Тому не дивно, що серед переселенців переважали вихідці з України. У далекі краї переселялися насамперед безземельні селяни. Найближчими до Одеси губерніями з найбільшим «аграрним перенаселенням» були Чернігівська і Полтавська. Саме вони і дали основний потік перших колоністів у далеке Примор'я.
На Далекому Сході селянам безкоштовно надавався 100-десятинний наділ землі (109 га). Для порівняння, в центральній Росії середній селянський наділ становив 3,3 десятини, а в Чернігівській губернії — 8 десятин. Але селянам з Росії було складніше дістатися до Одеси, ніж жителям сіл з найближчих українських губерній. До того ж в Україні не існувало общинного землеволодіння, тому місцевим селянам було легше продати свої індивідуальні наділи і рушити в далеку дорогу. Селяни ж в російських губерніях цієї можливості були позбавлені аж до столипінських агарних реформ.
Тому за перше десятиліття російської колонізації Примор'я, з 1883 по 1892 роки, вихідці з України склали 89,2 % всіх переселенців. З них 74 % — селяни з Чернігівської губернії, інші — з Полтавської і Харківської.
До початку XX століття переселення українців в Примор'ї набуває ще більш масовий характер. У 1892—1901 роки сюди приїхало понад 40 тисяч українських селян, які склали 91,8 % всіх колоністів Примор'я. Посиленню такої міграції сприяв голод, що охопив північні губернії України в 1891—1892 роках.
У 1903 році почала працювати Транссибірська залізниця, що з'єднала центральну Росію з Далеким Сходом. Це відкрило новий етап заселення Примор'я і розділило все населення краю на «старожилів» — тих, хто прибув сюди на пароплавах з Одеси, і «новоселів», які приїхали вже по залізниці.
За останнє десятиліття перед 1917 роком у Примор'я переселилося 167 547 осіб. Але навіть після створення Транссибу і столипінських агарних реформ, які скасували общинне землеволодіння в російських губерніях, понад 76 % переселенців становили українські селяни. З них майже третину переселенців дала Чернігівська губернія, п'яту частину Київська та десяту — Полтавська.
Всього за даними статистики, з 1883 по 1916 роки в Примор'ї і Приамур'ї з України поселилося понад 276 тисяч осіб, 57 % всіх переселенців. Українські селяни заселяли Південь Примор'я і Зейську долину біля Амуру, які за своєю природою і ландшафту дуже нагадували лісостепові райони Чернігівщини та Полтавщини. У більш північних тайгових районах краю вони майже не селилися.
Як наслідок, космополітичний Владивосток початку ХХ століття оточували суцільно українські села, і за свідченням очевидців, усіх сільських жителів краю городяни називали «не інакше, як хохлами». Українці породили в Примор'ї масу географічних назв на честь міст і місцевостей України — річка Київка, село Київка, селища Чернігівка, Чугуївка, Слов'янка, Хороль та інші.

Прапор Зеленого Клину

Території Приморської і Амурської областей, найбільш компактно заселені вихідцями з України, в українському етнічному свідомості запам'яталися під ім'ям «Зелений Клин». Походження цієї назви зв'язується з буйною зеленню рослинності Примор'я, а також географічним положенням Південно-Уссурійського краю, що втиснувся «клином» між Китаєм і Японським морем. Також слово «клин» використовувалося в значенні певної частини земної поверхні, земельних угідь («земельний клин»), адже саме тут український селянин отримував у своє володіння величезні за європейськими мірками наділи.
Відносно українських поселенських земель на півдні Далекого Сходу поряд з назвою «Зелений Клин» використовувалися також найменування «Нова Україна», «Далекосхідна Україна», «Зелена Україна». У краєзнавчій літературі використання назви «Далекосхідна Україна» зафіксовано вже в 1905 році щодо південної частини Уссурійського краю.
Самі українські селяни-колоністи в околицях Владивостока, за свідченням етнографів, називали край «Приморщина» — за аналогією з Чернігівщиною і Полтавщиною.
Сучасник так описує села навколо Владивостока століття тому:
Мазані хати, садки, квітники й городи біля хат, планування вулиць, внутрішнє оздоблення хат, господарське та домашнє майно, інвентар, а де-не-де одяг — усе це ніби цілком перенесено з України… Базар у торговий день, наприклад, в Нікольську-Уссурійському вельми нагадує якусь містечко в Україні; та ж маса круторогих волів, той же український одяг на людях. Всюди чується веселий, жвавий малоросійський говір, і в спекотний літній день можна подумати, що перебуваєш десь у Миргороді, Решетилівці або Сорочинцях часів Гоголя.
Картину «Далекосхідної України» завершували повсюдні соняшники біля сільських будинків, неодмінні ознаки українських сіл, і переважне використання в якості тяглової сили характерних для України волів, а не більш звичних для російських сіл коней. Як писав далекосхідний етнограф тих років В. А. Лопатін, українці «перенесли з собою Малоросію на Далекий Схід».
Серед українців Примор'я на початку XX століття існувала самоназва «руські», яке відділялося і не змішувалося з етнонімом «русские». А в самому Примор'ї на початку XX століття ситуація була аналогічна власне Україні — російськомовні багатонаціональні міста в оточенні українських сіл. У цьому Владивосток не сильно відрізнявся від Києва.

### Український політичний рух під час Української революції

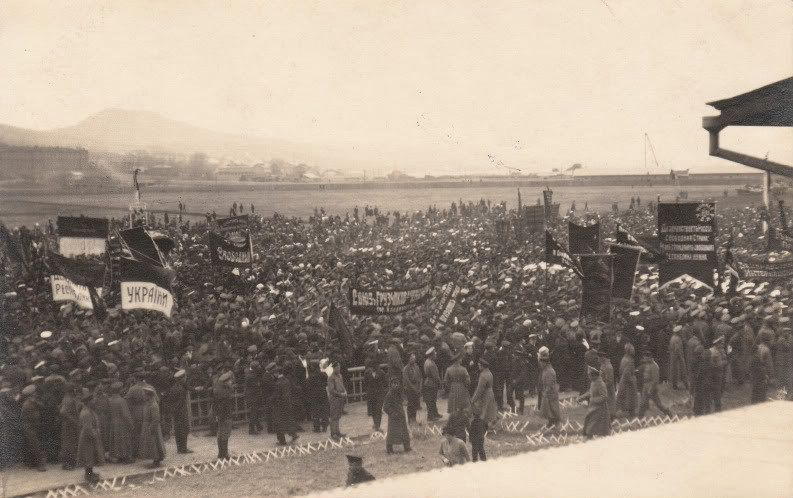
Мирна демонстрація українців у Владивостоку
(початок XX століття)

26 березня 1917 року на мітингу українці Владивостока й околиць створили «Владивостоцьку Українську Громаду». Першим головою Громади став колишній політичний засланець, соціал-демократ, журналіст із Полтави Микола Новицький. Уже в травні 1917 року «лівий» Новицький перейшов на роботу у Владивостоцьку Раду і пост голови Громади посів заступник військового прокурора Владивостока (а «для душі» — музичний критик) підполковник Федір Стешко, уродженець Чернігівської губернії.
Навесні 1917 року майже у всіх містах Далекого Сходу були засновані аналогічні «Українські Громади». Вони виникли в Хабаровську, Благовєщенську, Нікольську-Уссурійському (нині Уссурійськ), Іман (нині Дальнєрєченськ), Свободному, Ніколаєвську-на-Амурі, Петропавловську-Камчатському, Читі, Харбіні, на багатьох залізничних станціях і в селах російського Далекого Сходу і Маньчжурії. У цей період всі далекосхідні українські організації виступали за автономію України в складі «федеративної демократичної Російської держави».
У низці міст Далекого Сходу «громади» проіснували практично до того, як їх розпустили більшовики в листопаді 1922 року. Деякі з них були досить численними і впливовими — так, в Українській Громаді Хабаровська до 1921 року було зареєстровано понад 940 сімей (понад 3000 осіб). Зусиллями цих «громад» організовувалися українські школи, кооперативи, велася активна просвітницька та видавнича діяльність.
1917 року на Далекому Сході з'являються газети українською мовою — «Українець на Зеленому Клині» (Владивосток), «Українська Амурська справа» (Благовєщенськ), «Хвилі України» (Хабаровськ), «Вісти Українського клубу» (Харбін). Всеросійський сільськогосподарський перепис населення, проведений влітку 1917 року, зафіксував тут 421 тисячу українців, що становило 39,9 % всього населення регіону.
Тоді ж на Далекому Сході виник цілий ряд «Окружних Рад» — аналогів революційних Рад, але побудованих за етнічним принципом. Ці «окружні ради» вже претендували не тільки на громадську діяльність, а й на політичне керівництво місцевими українцями. Наприклад, з 1917 року і до початку 20-х років активно діяла Маньчжурська Окружна Рада з центром в Харбіні. З 1918 року ця рада видавала далекосхідним українцям паспорти громадян «самостійної» України (при цьому текст таких документів друкувався трьома мовами — українською, російською і англійською).
Після Берестейського миру радянська Москва деякий час навіть визнавала далекосхідні Окружні Ради як консульства незалежної України. Але з 1922 року, коли більшовики створили буферну Далекосхідну Республіку, вони відмовилися визнавати Ради і видані ними «українські паспорти». Самі ж Благовіщенська і Хабаровська Окружні Ради отримали статус органів національно-культурної автономії в складі ДСР.
У 1917—1919 роках у Владивостоці пройшло кілька загальних з'їздів українців Далекого Сходу. На третьому такому з'їзді в квітні 1918 року обрали «Український Далекосхідний Секретаріат», який претендував на статус уряду Далекосхідної України. Однак, цей «уряд» не мав ні коштів, ні масової підтримки, після того як він спробував зайняти нейтральну позицію в громадянській війні, що розгорялася. Утім, Секретаріат діяв аж до арешту його членів радянською владою в листопаді 1922 року.
В період Громадянської війни в Росії, природно, головну роль грали військові організації. Ще в липні 1917 року Тимчасовий уряд, поступившись вимогам київської Центральної Ради, погодилося на створення в рамках російської армії окремих українських частин. В результаті влітку 1917 року у Владивостоцькому гарнізоні були створено 8 «українських рот». Хоча гарнізон Владивостока на дві третини складався з українців і осіб українського походження, ідея «українського війська» на Далекому Сході не здобула великої популярності.
Однак наприкінці 1918 року ідея українських військ стала більш популярною, але з цілком «пацифістської» причини. Коли Сибірський тимчасовий уряд спробував почати мобілізацію українців Амура і Примор'я на фронт для війни з більшовиками, місцеві «малороси» стали відмовлятися під приводом того, що бажають воювати тільки в національних українських частинах.
Створене в Омську на багнетах чехословацького легіону «Всеросійський Тимчасовий уряд» 4 листопада 1918 року випустив окрему декларацію про створення українських військових частин у складі «білих» армій. У Владивостоку був організований український штаб з формування українських частин. Його начальником став якийсь осавул Харченко, а потім генерал Хрещатицький, колишній командир Уссурійської козачої дивізії. Плани були наполеонівські — створити 40-тисячне український корпус «вільного козацтва».
15 травня 1919 адмірал Колчак, що вже став «Верховним Правителем», надав вказівку про неприпустимість формування українських частин. Щойно створений у Владивостоці «1-й Ново-Запорізький Добровольчий пластунський курінь» (батальйон) був заарештований білою контррозвідкою в повному складі під приводом «пробільшовицьких настроїв».

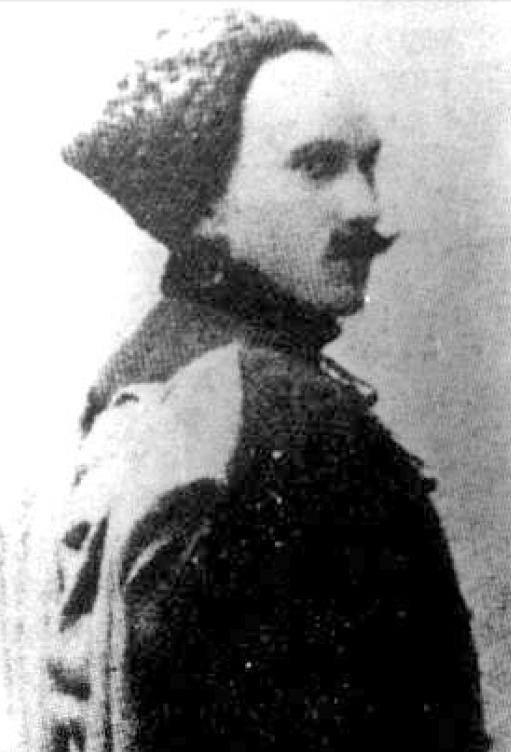
Глушко Юрій Косьмич — один з організаторів українського руху на Далекому Сході

Українські активісти знову спробували створити свої війська в січні 1920 року, коли у Владивостоці було повалена владу Колчака, що розвалювалася під ударами червоних. «Український Далекосхідний Секретаріат» навіть звернувся за допомогою в цій справі до більшовиків, але більшовицька Військова рада Примор'я відповіла відмовою.
Українським активістам було запропоновано утримувати свої частини на власні кошти, однак пожертвувань, що надходили від українського населення на ці потреби, не вистачало. У цих умовах українські військові частини, яким бракувало найнеобхіднішого і, перш за все, продовольства, не змогли довго проіснувати навіть в умовах фактичного безвладдя, що панувало в Примор'ї.
Під час пертурбацій громадянської війни в Хабаровську головою місцевого більшовицького ревкому став колишній член «Українського Далекосхідного Секретаріату» Яременко. Ревком визнав доцільність формування українських частин, проте під тиском владивостоцьких більшовиків змушений був відмовитися від реалізації цієї ідеї.
На Амурі з місцевих антиколчаковських партизан — селян українського походження — сформувалося кілька частин, і одна з них увійшла під жовто-блакитним прапором в місто Свободний (до 1917 року місто називалося Алексєєвськ, на честь спадкоємця й сина Миколи II). Однак місцеві більшовики зажадали роззброєння цього загону, пригрозивши в іншому випадку використати проти нього військову силу.
У ніч з 4 на 5 квітня 1920 року японці почали відкриту окупацію Владивостока й Примор'я. У Владивостоку японський військовий загін вилучив зброю та боєприпаси з приміщення так званого «Українського революційного штабу». У результаті цих подій нечисленні сформовані українські частини Владивостока пішли в ліси, де згодом злилися з червоними партизанами.
У жовтні 1922 року червона армія зайняла Владивосток і до грудня всі найбільш активні діячі далекосхідного українського руху були заарештовані.

## Чисельність
Чисельність українців у округах Далекосхідного краю за даними перепису 1926 р.:
|                       | всього  | українці | %      |
| Далекосхідний край    | 1727574 | 315203   | 18,2 % |
| Амурський округ       | 386698  | 100500   | 26,0 % |
| Владивостоцький округ | 453419  | 148768   | 32,8 % |
| Хабаровський округ    | 176091  | 49430    | 28,1 % |

Динаміка чисельності українців в регіонах Далекого Сходу в 1959—2010 рр. згідно з даними переписів населення:
| Чисельність українців | 1959 людей | %       | 1979 людей | %       | 1989 людей | %       | 2002 людей | %      | 2010 людей | %      |
| --------------------- | ---------- | ------- | ---------- | ------- | ---------- | ------- | ---------- | ------ | ---------- | ------ |
| Приморський край      | 182004     | 13,18 % | 163116     | 8,25 %  | 185091     | 8,20 %  | 94058      | 4,58 % | 49953      | 2,76 % |
| Хабаровський край     | 83737      | 8,55 %  | 77787      | 5,68 %  | 96665      | 6,05 %  | 48622      | 3,39 % | 26803      | 2,08 % |
| Камчатський край      | 14852      | 6,73 %  | 30439      | 7,9 %   | 43014      | 9,11 %  | 20870      | 6,01 % | 11488      | 3,91 % |
| Амурська область      | 56266      | 7,84 %  | 57669      | 6,16 %  | 70759      | 6,74 %  | 31475      | 3,49 % | 16636      | 2,02 % |
| Магаданська область   | 26449      | 14,00 % | 45084      | 13,38 % | 58172      | 14,85 % | 18068      | 9,92 % | 9857       | 6,48 % |
| Сахалінська область   | 48073      | 7,40 %  | 40600      | 6,13 %  | 46216      | 6,51 %  | 21831      | 4,02 % | 12136      | 2,56 % |
| Чукотський авт. округ | 3543       | 7,59 %  | 20122      | 14,38 % | 27600      | 16,84 % | 4960       | 9,43 % | 2869       | 6,01 % |

Після розпаду СРСР офіційне число українців знижувалося через еміграції в ін. регіони РФ, репатріації в Україну, мовної та культурної асиміляції, проте фактична чисельність жителів Далекого Сходу, що мають українське походження значно вище.
Процеси асиміляції обумовлюються розмиванням української самоідентифікації через відсутність достатньої кількості українських національно-культурних центрів, фактичної відсутності освіти українською мовою в Російській Федерації. Українці Далекого Сходу (як і нащадки білоруських, польських переселенців) маючи українське походження і прізвище, вказують свою національність як «росіяни». Це основна причина зменшення офіційної чисельності українців на Далекому Сході за даними переписів.